# Lasioglossum akroundicum
Lasioglossum akroundicum là một loài Hymenoptera trong họ Halictidae. Loài này được Blüthgen mô tả khoa học năm 1937.